# Georgia State Route 75
Die Georgia State Route 75 (kurz GA 75) ist eine State Route, die von Norden nach Süden verläuft und sich im US-Bundesstaat Georgia in den Counties Towns und White befindet. Die Straße verläuft von ihrem südlichen Ende in Cleveland an der Georgia State Route 11, an der Georgia State Route 75 Alt und am U.S. Highway 129 weiter nach Norden zur Grenze zu North Carolina nach dem Passieren von Hiawassee. Die Georgia State Route 75 verläuft auch durch Helen und ist dort als Helen Highway südlich von Helen und als Unicoi Turnpike nördlich davon bekannt. Er beginnt bei der gemeinsamen Streckenführung mit der Georgia State Route 17, die sich den ganzen Weg bis zur Grenze zu North Carolina nicht ändert. Die Georgia State Route 75 hat auch noch eine kurze gemeinsame Streckenführung mit dem U.S. Highway 76 südlich von Hiawassee.